# Кошоая
Кошоая (рум. Coșoaia) — село у повіті Телеорман в Румунії. Адміністративно підпорядковане місту Віделе.
Село розташоване на відстані 41 км на південний захід від Бухареста, 41 км на північний схід від Александрії, 144 км на схід від Крайови.

## Населення
За даними перепису населення 2002 року у селі проживали 475 осіб, усі — румуни. Усі жителі села рідною мовою назвали румунську.